# Kalorimetri
Kalorimetri betyder varmemåling og er en disciplin inden for den eksperimentelle fysik som beskæftiger sig med bestemmelse af varmekapacitet, latent varme etcetera.
I den klassiske kalorimetri benyttes en dobbeltvægget metalskål som typisk indeholder vand. Luftlaget mellem de to vægge isolerer den indre skål. For yderligere at reducere vekselvirkningen med omgivelserne poleres skålene, idet blanke metalflader reflekterer varmestråling. Kalorimeteret er endvidere forsynet med et termometer som gør det muligt at registrere temperaturændringer i kalorimetervæsken.
Nedsænker man nu en genstand som er opvarmet (eller afkølet) til en given temperatur i kalorimeteret, vil der strømme varme mellem genstanden og kalorimeteret indtil de er i termisk ligevægt, dvs. har opnået fælles temperatur. Ud fra kendskab til kalorimeterskålens masse og rumfang kan man udtale sig om den nedsænkede genstands varmekapacitet eller udgangstemperatur.
Formålet kunne f.eks. være at bestemme den specifikke varmekapacitet af et metal, eller det kunne være at bestemme temperaturen i en gasflamme. Vha. det beskrevne apparatur er det også muligt at undersøge varmeudviklingen i en elektrisk resistor ved given strømstyrke og givet spændingsfald, eller at bestemme den varme som ækvivalerer et givet mekanisk arbejde.
Da alle energiformer kan omdannes fuldstændig til varme, lader mange størrelser sig bestemme kalorimetrisk. Udformningen af måleapparaturet retter sig da efter hvilken størrelse man ønsker at måle. Det kunne f.eks. være intensiteten af elektromagnetisk stråling eller energien af ioniserende stråling.
| Fysik | Spire Denne artikel om fysik er en spire som bør udbygges. Du er velkommen til at hjælpe Wikipedia ved at udvide den. |